# Michał Gołaś
Michał Golas (født 29. april 1984) er en tidligere polsk professionel cykelrytter.